# Cantonul Cayenne Nord-Est
Cantonul Cayenne-Nord-Est este un canton din arondismentul Cayenne, Guyana Franceză, Franța.